# 피터 J. 벤틀리
피터 존 벤틀리 박사(Dr Peter John Bentley, 1972년 5월 16일~)는 유니버시티 칼리지 런던에 기반을 둔 영국의 작가와 컴퓨터 과학자이다.
피터 J. 벤틀리는 UCL의 명예교수 겸 교수로 KAIST의 공동교수다. 그는 또한 통속 과학 작가 겸 컨설턴트다. 그는 WIRED UK의 편집자였으며 왕립 연구소의 카페 사이언티픽의 월간 진행자였다.

## 같이 보기
- 인공생명
- 데이비드 골드버그